# 加藤アキラ
加藤 アキラ（かとう あきら、1937年10月12日 - 2024年7月25日）は、芸術家。群馬県出身。1966年、第10回シェル美術賞展で佳作。1970年、京都国立近代美術館で行われた「現代美術の動向展」に出品後、不振に陥り制作活動を中止。1980年に活動を再開。1983年から3年連続で個展を開催。1998年には上毛芸術奨励賞特別賞を受賞。抽象的なフォルムのかもし出す現代的雰囲気が時代の寵児として脚光を浴びている。

## 主な作品
- 「同位体（泉）」